# San Ramón (El Salvador)
San Ramón é um município do departamento de Cuscatlán, em El Salvador. Em 2007 tinha 6 292 habitantes.